# VORTAC

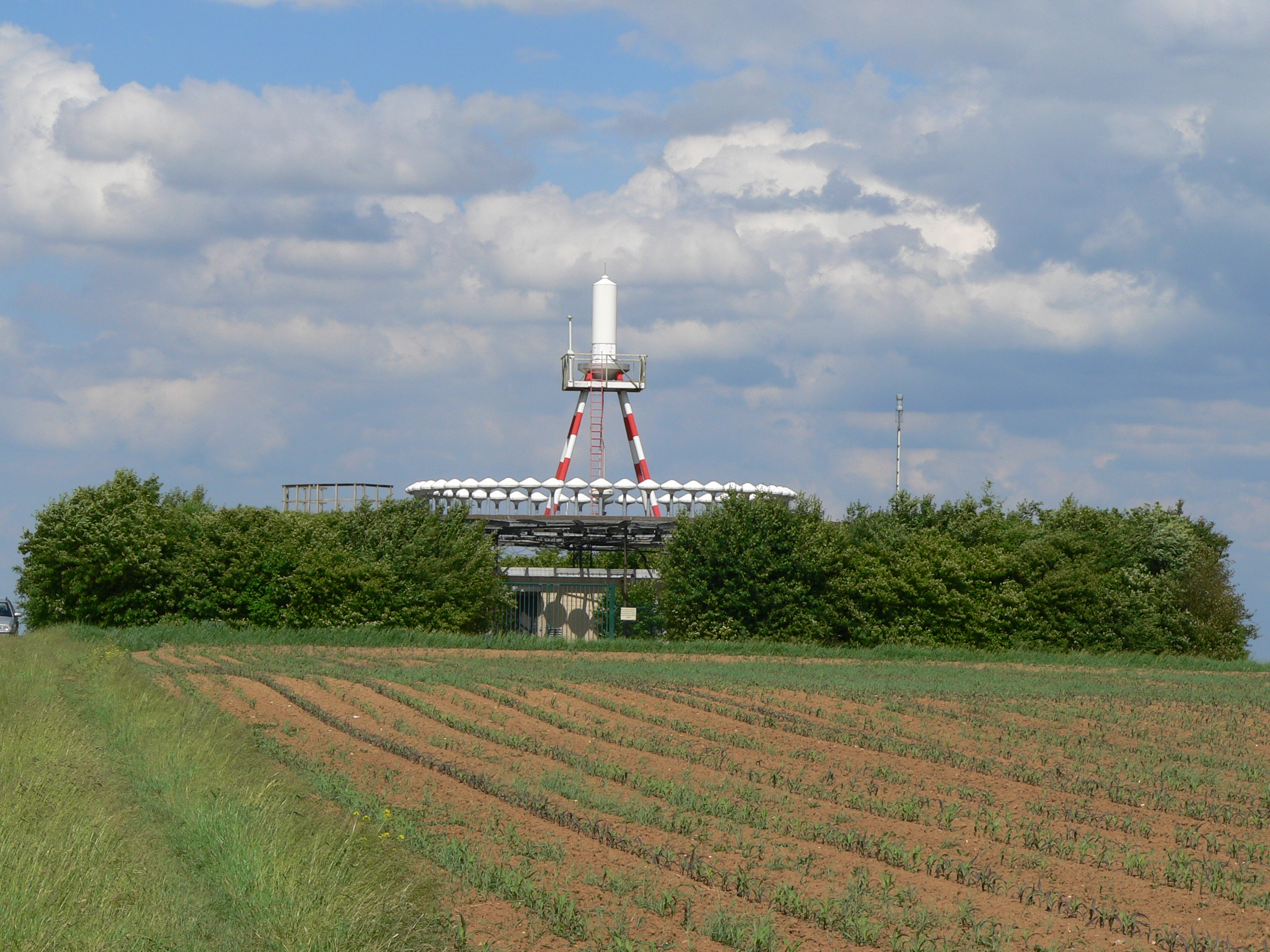
VORTAC TGO in Aichtal

International gültiges Symbol für VORTAC auf einer Luftfahrtkarte

VORTAC ist eine in der Luftfahrt gebräuchliche Abkürzung. Sie bezeichnet ein Funkfeuer, das militärisch und auch zivil genutzt wird. VORTAC bezeichnet eine Kombination aus VOR und TACAN.
VOR steht dabei für very high frequency omnidirectional radio range (dtsch. UKW-Drehfunkfeuer), TAC für TACTICAL - taktisch.

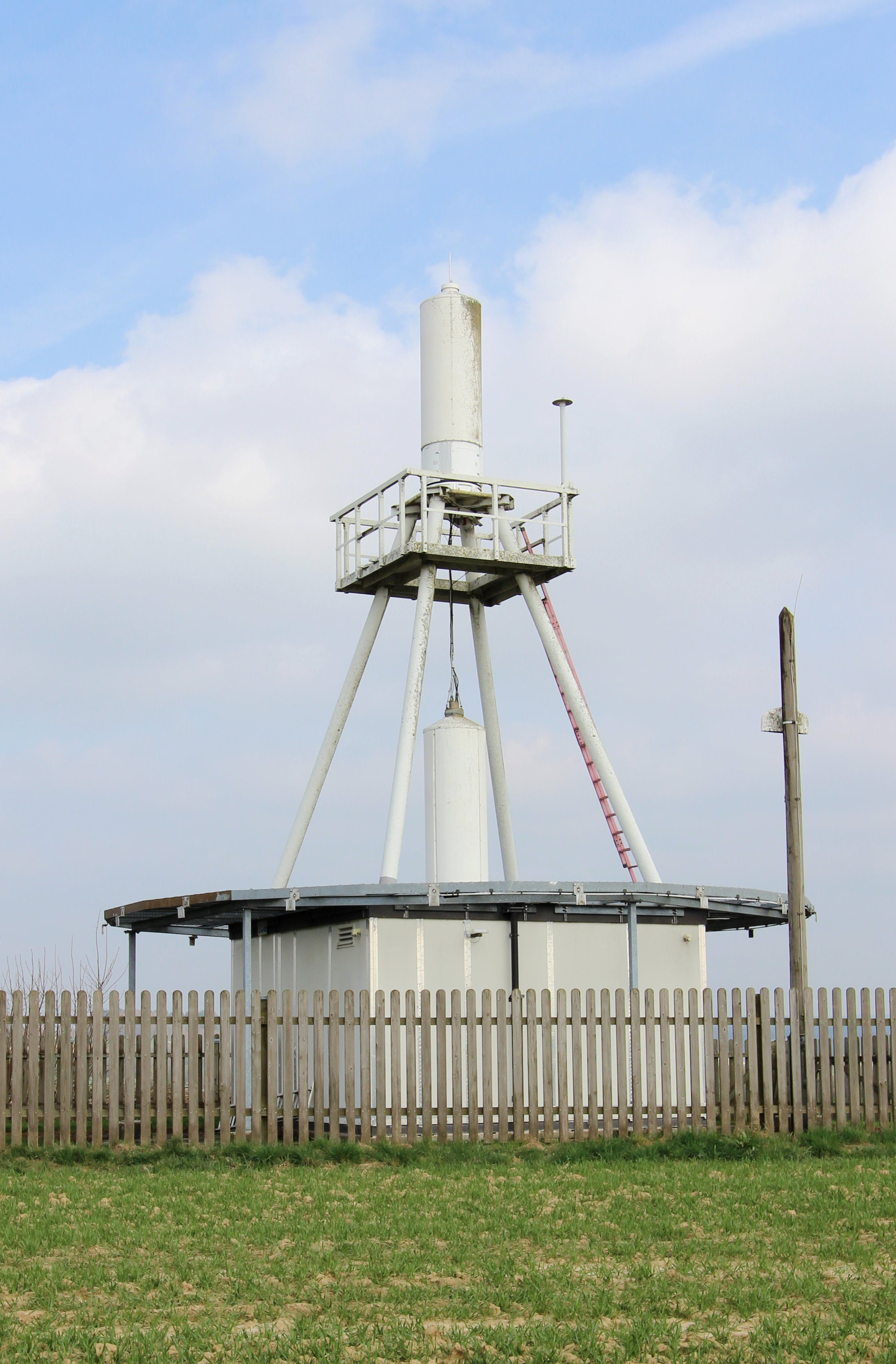
VORTAC Nattenheim / Eifel

Eine VORTAC-Navigationsanlage wird ähnlich einem VOR (Drehfunkfeuer) / DME (Entfernungsmesser) verwendet. Luftfahrzeuge können durch das VORTAC ein sogenanntes Radial erhalten, welches den Winkel zwischen dem magnetischen Nordpol am Standort der Navigationsanlage und der momentanen Position des Luftfahrzeugs angibt. Hierdurch kennt der Pilot seine Standlinie. Darüber hinaus kann ein geeigneter Empfänger noch die Entfernung zur Navigationsanlage messen. Durch die Kombination des Radials, der Entfernung zum Sender sowie der Position des Senders kann man dann die exakte Position des Luftfahrzeugs bestimmen.
Die Funkausstrahlungen dieser Funkstellen sind sicherheitsrelevante oder safety-of-life-Aussendungen, sie sind zwingend vor Störungen zu schützen und wichtiger Bestandteil der Navigation. 
Siehe auch:
- Tactical Air Navigation
- Drehfunkfeuer
- Funkfeuer
- Ortsfeste Navigationsfunkstelle
- RSBN
- Funknavigation
- Consol (Funknavigationsverfahren)
- Knickebein (Funkfeuer)
- Instrumentenlandesystem
- Flughafeninfrastruktur